# پرینز ۴۵۹۵
سیارک ۴۵۹۵ (به انگلیسی: 4595 Prinz، نامگذاری:1981EZ2) چهار هزار و پانصد و نود و پنجمین سیارک کشف شده‌است که در ۲ مارس ۱۹۸۱ کشف شد.
قدر مطلق سیارک برابر ۱۳٫۱۰ است.